# Kantone von Belfort
Die Kantone von Belfort sind ehemalige französische Wahlkreise im Département Territoire de Belfort und in der Region Franche-Comté. Sie umfassten die Stadt Belfort und mehrere Gemeinden der näheren Umgebung.
Die fünf Kantone bestanden von 1967 bis 2015 aus Teilen der Stadt Belfort:
| Kanton         | Code Insee | Einwohner (2006) |
| -------------- | ---------- | ---------------- |
| Belfort-Centre | 9001       | 10 220           |
| Belfort-Est    | 9007       | 14 452           |
| Belfort-Nord   | 9008       | 8 574            |
| Belfort-Ouest  | 9009       | 8 636            |
| Belfort-Sud    | 9014       | 8 981            |

## Bevölkerungsentwicklung
| 1962   | 1968   | 1975   | 1982   | 1990   | 1999   | 2006   |
| ------ | ------ | ------ | ------ | ------ | ------ | ------ |
| 48.070 | 53.214 | 54.615 | 51.206 | 50.125 | 50.417 | 50.863 |